# Karssaari (ö i Södra Karelen)
Karssaari är en ö i Finland. Den ligger i sjön Koantaus och i kommunen Rautjärvi i den ekonomiska regionen  Imatra ekonomiska region  och landskapet Södra Karelen, i den sydöstra delen av landet, 270 km nordost om huvudstaden Helsingfors. Öns area är 0,4 hektar och dess största längd är 110 meter i öst-västlig riktning.